# Venucia VX6
El Venucia VX6 es un crossover compacto eléctrico producido por Venucia, una filial de la empresa conjunta Dongfeng Nissan  .

## Historia

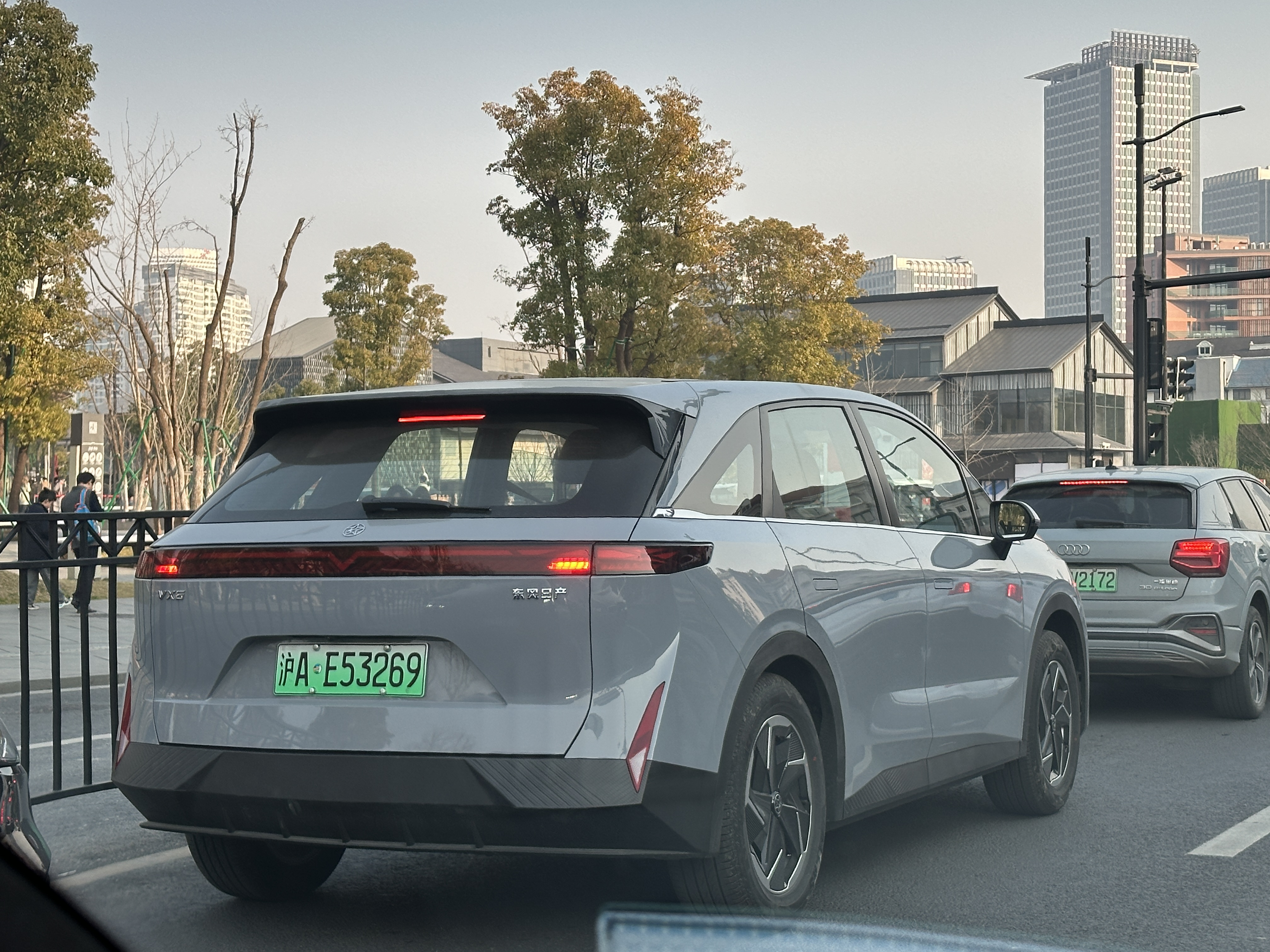
Parte trasera del Venucia VX6

El Venucia VX6 fue anticipado por el prototipo Venucia Ve en el Salón del Automóvil de Guangzhou de 2022, celebrado en diciembre de ese año. El VX6 es el primer compacto eléctrico de la marca Venucia y está basado en la plataforma dedicada para vehículos eléctricos V-π de Dongfeng-Nissan. La plataforma V-π, presentada en mayo de 2022, incorpora un diseño de celda a chasis. El diseño integra un sistema de propulsión eléctrica X-in-1, un sistema de gestión térmica acoplado, una suspensión delantera de doble horquilla y trasera multibrazo de cinco enlaces, además de un sistema de batería de potencia de 800 V.  Está a la venta en China desde noviembre de 2023. 

## Especificaciones técnicas
El VX6 está impulsado por un único motor eléctrico que acciona las ruedas delanteras, con una potencia máxima de 160 kW y un par máximo de 275 Nm. Está equipado con una batería de 62 kWh que ofrece una autonomía de 520 km según el ciclo de homologación CLTC.  